# Pošumljavanje
Pošumljavanje je umjetno podizanje šuma sadnjom sadnica ili sjetvom sjemena na površinama, koje su dugi niz godina bile bez šume. 

## Načini pošumljavanja
Dva su osnovna načina: sjetva sjemena i sadnja sadnica. Pošumljavanje sjetvom sjemena sve se manje provodi, zbog izrazite prednosti druge metode.

## Pošumljavanje sadnicama
- Sadnja biljaka s golim korijenom: Koriste se sadnice izvađene iz rasadnika ili šume, čiji korijen nije obložen tlom. Biljkama se prije sadnje odreže suviše dugačak korijen. Kod većine bjelogoričnih sadnica s jače razvijenom krošnjom, osim korijena vrši se redukcija krošnje. Kod sadnica crnogoričnih vrsta, mora se pažljivo postupati, jer su osjetljive na rezanje korijena i krošnje. Biljke s golim korijenom sadimo za vrijeme mirovanja vegetacije u jesen ili u proljeće.

- Sadnja biljaka s busenom (s obloženim korijenom): Koriste se sadnice s busenom s kojim su izvađene iz rasadnika ili su uzgojene u posebnim posudama (kontejnerima). Biljkama s obloženim korijenom, ne oštećuje se korijen vađenjem. Zaštićen je pri transportu i sadnji, veliki je postotak primanja kod sadnje, nema šoka kod presadnje i dr. Takvim načinom možemo biljke proizvesti u vrlo kratkom roku.

## Prostorni raspored
Biljke se na terenu sade u pravilnom ili nepravilnom prostornom rasporedu. Pravilni raspored primjenjuje se, svuda gdje je moguće.  Može biti trokutast, četverokutan, šesterokutan itd. Takva sadnja ima prednost, jer je kasnije olakašno njegovanje.  

## Različiti načini sadnje
- Sadnja u jame: Najduže se koristi. Jame se kopaju ručno ili strojno. Uobičajene dimenzije jame su 40x40x40 cm. Prilikom sadnje, jednom se rukom sadnica spusti u jamu nešto niže, a drugom se rukom korijen zasipa tlom uz polagano povlačenje biljake prema gore. Na taj način, korijen zauzme svoj najbolji položaj. Za one vrste drveća, koje nemaju žilu srčanicu (glavni korijen) nego čupavi plitki korijen (npr. smreka), sadnja se obavlja na humku napravljenom u jami. Tako korijen sadnice zauzima normalan položaj, što utječe na bolje primanje posađenih biljaka.

- Sadnja u zasjeke i jamice: Koristi se na rahlim tlima, koja nisu jako zakorovljena. Ako se sadi u zasjeke, upotrebljavaju se klinolike lopate, motike ili specijalno napravljeni mačevi. Ako se sadi u jamice, upotrebljavaju se drvene sadiljke. Na tlima koji nisu jako zakorovljeni možemo obavljati pošumljavanje kosom sadnjom u zasjeke pod motiku. Biljke se za kratko vrijeme isprave i ne pokazuju nikakav zastoj u razvoju, ako ih usporedimo s uspravno zasađenim biljkama.

- Sadnja na humke i nasipe: Koristi se na terenima, koji su više mokri i zakorovljeni. Nasipi i humci rade se ručno ili mehanizirano. Obično se izrađuju nekoliko mjeseci prije sadnje.

- Sadnja u jarke: Koristi se na terenima, koji su siromašna oborinama, a jarci služe da se u njima zadrži što više vlage. Dubina jaraka iznosi 20 - 30 cm, a širina 30 - 40 cm. Na terenima koji su izloženi jakim vjetrovima poželjne su još veće dimenzije jarka.

## Primjeri
Na području Italije pošumljavalo se pitomim kestenom u 2. stoljeću pr. Kr. U Hrvatskoj su značajnije počela osnivanjem Inspektorata za pošumljavanje krša 1878. godine.
Od 2018. se održava Boranka, velika akcija pošumljavanja područja u Dalmaciji opustošenih požarima. Organiziraju ju Savez izviđača Hrvatske, Hrvatske šume i HGSS. Rade ju volonteri, a samo na području Žrnovnice listopada 2019. očekuje se oko 2500 volontera koji bi trebali posaditi 25.000 sadnica.